# Velike Sotnice
Velike Sotnice su naseljeno mjesto u općini Kiseljak, Federacija Bosne i Hercegovine, BiH.

## Stanovništvo

### 1991.
Nacionalni sastav stanovništva 1991. godine, bio je sljedeći:
ukupno: 73
- Muslimani - 58
- Hrvati - 15

### 2013.
Nacionalni sastav stanovništva 2013. godine, bio je sljedeći:
ukupno: 5
- Bošnjaci - 5